# B'z
 (juin 2009).
Si vous disposez d'ouvrages ou d'articles de référence ou si vous connaissez des sites web de qualité traitant du thème abordé ici, merci de compléter l'article en donnant les références utiles à sa vérifiabilité et en les liant à la section « Notes et références ».
B’z (ビーズ, Bīzu, /biː.dzɯ/) est un groupe pop rock japonais composé par le binôme Tak Matsumoto et Kōshi Inaba.

## Histoire
En 1988, Matsumoto, déjà guitariste de session, entre autres de TM Network, cherche à créer son propre groupe, lequel exprimerait vraiment sa sensibilité musicale influencée par les Beatles et Led Zeppelin. Pour cela, il se lance à la recherche d’un chanteur qu’il va trouver assez vite en la personne de Kōshi Inaba, jusqu’à présent professeur de lycée enseignant les mathématiques. Ensemble ils vont conquérir tous les sommets japonais jusqu’à devenir le groupe ayant vendu le plus grand nombre de disques de tous les temps au Japon, soit plus de 78 millions entre 1988 et 2008,. Une semaine après la sortie de son 18e album, C'mon, B'z atteint les 80 millions d'unités vendues au Japon.
Leur légende, qui tient encore aujourd’hui, sera de réussir à partir de 1990 à toujours placer leurs singles et albums en première place du classement Oricon en premier jour (et le plus souvent aussi en première semaine et premier mois). Le single Don't Wanna Lie et l'album C'mon seront respectivement les 69e et 70e disques à atteindre successivement la première place du classement Oricon.
À partir de son 5e single Taiyou no Komachi Angel, B’z va atteindre pour la première fois la première place du classement Oricon et ensuite pulvériser les années 1990 pour connaître le paroxysme de la gloire en 1998 avec The Best Pleasure , compilation de 12 singles numéro Un depuis 1990 (plus Be There et Bad Communication E.Style), puis avec The Best Treasure , compilation de singles et faces B choisis par les fans.
Le groupe aura marqué le Japon de cette époque avec des titres comme Itsuka no Merry Christmas, Love Phantom, love me, I love you, Easy Come, Easy Go !, Mou ichido kiss shitakatta, Koi-Gokoro ou encore Ai no mamani wa ga mamani boku ha kimi dake wo kizutsukenai et bien d'autres.
Exemple de réussite et de popularité, le duo ne se séparera jamais, même lorsque chacun de ses membres s’occupera de sa carrière personnelle en parallèle. Ainsi, Tak Matsumoto a commencé une carrière solo déjà en 1988 et a depuis mené de nombreux autres projets. Il a notamment créé récemment le groupe TMG ou Tak Matsumoto Group avec des musiciens américains et le chanteur Eric Martin de Mr. Big. Entretemps il est devenu le premier guitariste asiatique et le 5e au monde à se faire fabriquer des guitares Les Paul sur mesure par la firme Gibson.
De son côté, Kōshi Inaba a commencé une carrière solo en 1997.
En 1999, Billy Sheehan collabore sur leur album Brotherhood et Steve Vai les invite sur sa chanson Asian Sky de son album The Ultra Zone.
En comparaison avec certains groupes japonais, B'z a peu participé à des génériques de séries et de films d'animation. On note principalement la série Détective Conan dont les chansons Girigiri chop (1999), Atsuki kodo no hate (2002) et Shodo (2006) ont servi de génériques (ainsi que Yuruginai mono hitotsu au cinéma).
Dans un pays jeuniste et ultra commercial, obsédé par la nouveauté, B’z continue d’écrire sa légende, au fil des années 2000 durant lesquelles le disque connaît une crise majeure. Le Japon installe notamment avec succès un système de téléchargement légal.
On retrouve le groupe à la veille de la finale de la coupe du monde de football 2002 dans un concert géant, partageant l'affiche avec Aerosmith.
La même année puis en 2003, B'z fait deux tournées sur la côte ouest des États-Unis en passant par les villes de Las Vegas, Los Angeles, San Francisco, Seattle et Vancouver au Canada.
Le groupe a fêté ses 20 ans en 2008, après avoir été le premier groupe asiatique à poser l'empreinte de ses mains sur le Boulevard RockWalk de Hollywood en novembre 2007, après leur 16e album Action, en décembre 2007, un 45e single Burn-Fumetsu no Face en avril, une tournée à travers tout le Japon entre janvier et septembre 2008, avec 140 000 spectateurs les deux derniers soirs au Nissan Stadium de Yokohama (stade de la finale de la coupe du monde de football 2002), ce sont deux nouvelles compilations qui ont vu le jour : The Best Ultra Pleasure & The Best Ultra Treasure .
Comme en 1998, Ultra Pleasure est une compilation des 30 plus grands singles du groupe tandis que Ultra Treasure est une compilation composée par les fans qui auront eu l'occasion de voter pour 3 chansons parmi toute la discographie de B'z.
On y retrouve les titres légendaires des années 1990 ainsi que ceux qui auront marqué le Japon des années 2000 tels que Konya Tsuki no mieru Okani, ultra soul, Atsuki Kodou no Hate, Banzai, Ai no Bakudan, Shodo ou encore Ocean.
En décembre 2008 est sorti un DVD offrant un panorama des 20 ans du groupe avec près de 40 titres joués en concert : Hidden Pleasure -Typhoon no 20-.
Aura suivi en février 2009 un nouveau DVD B'z Llive-Gym Pleasure 2008 Glory days enregistré le 21 septembre 2008 au Nissan Stadium à Yokohama.
Plus concrètement, B'z est revenu en août 2009 avec un nouveau single double face A Ichibu to Zenbu / Dive, en collaboration notamment avec Chad Smith de Red Hot Chili Peppers et Juan Alderete de Mars Volta qui avait déjà travaillé sur le single Super love song et plusieurs chansons de l'album Action.
En octobre 2009, le duo enchaîne avec un nouveau single intitulé My lonely town. Sa particularité tient surtout dans son clip, tourné exceptionnellement sur l'île inhabitée d'Hashima, aussi appelée Gunkanjima, interdite au public depuis les années 1970 et rouverte en 2009.
D'ailleurs, le 17e album de B'z : Magic sorti en novembre 2009 semble proposer un moyen d'échapper à la crise, jusqu'à ce que le groupe reparte en concert dès janvier 2010 dans une tournée dénommée Ain't No Magic, comme pour contredire toute illusion possible.

### 2010
En attendant un DVD consacré à cette tournée, aussi bien Tak Matsumoto que Kōshi Inaba consacrent cette nouvelle année à leur carrière personnelle. Tandis qu'Inaba sort un 4e album, intitulé Hadou, auquel collabore à nouveau Stevie Salas, Tak Matsumoto propose un nouvel album fait en duo avec Larry Carlton et intitulé Take your pick, disponible le 2 juin 2010 au Japon ainsi que le 15 juin en Europe et aux États-Unis. L'album est nommé aux Grammy Awards 2011 dans la catégorie Meilleur Album Pop Instrumental. À noter que depuis 1988, 2010 est la première et unique année où B'z n'a pas sorti de single.

### 2011
À peine Matsumoto a-t-il remporté le Grammy Award du Meilleur Album Pop Instrumental que B'z annonçait la sortie du single Sayonara Kizu darakeno Hibiyo. Particularité de ce titre, il s'agit de la première apparition du duo dans un spot publicitaire télévisé (pour la marque Pepsi). Dans la foulée, un nouveau titre est dévoilé, Don't Wanna Lie, servant de générique à la série Détective Conan en 2011, à l'occasion des 15 ans de la série.
Consécutivement au tremblement de terre et au tsunami historiques du 11 mars 2011 qui ont ébranlé le Japon entier, B'z a annoncé le 16 mars le report du single Sayonara Kizu darakeno Hibiyo. Le 25 mars est annoncée une nouvelle date de sortie, à savoir le 13 avril.
Huit ans après la dernière tournée nord-américaine, B'z retourne en juillet à Vancouver, San Francisco et Los Angeles pour une tournée intitulée long time no see.
Lors de l'été 2011, B'z multiplie les annonces. Le groupe ouvre ainsi une chaîne Youtube officielle permettant de visionner officiellement les derniers clips et des vidéos inédites. Le groupe officialise aussi ses comptes Facebook et Twitter.
Le concert du 24 juillet à Los Angeles est aussi retransmis en direct via le site Ustream. Le concert ayant lieu à 19h à Los Angeles, il est donc retransmis à 4 h du matin à Paris et 11 h du matin à Tokyo.
Le 27 juillet sort le 18e album de B'z intitulé C'mon. Il correspond au titre du même nom et se comprend comme un encouragement destiné aux Japonais.
Aussi, B'z s'associe à Linkin Park pour un concert à vocation caritative en faveur des victimes du tsunami du 11 mars. Déjà associé au projet Music for Relief (en), il s'agit cette fois de faire s'engager les fans des deux groupes qui ont pour défi de créer une page web et de récolter un minimum de 550 dollars qui seront ensuite reversés à l'ONG Save the children. Les 500 premiers à relever ce défi se verront recevoir un billet pour ce concert du 31 août dont le lieu a été tenu secret quasiment jusqu'au dernier moment (il s'agit du Mayan Theater (en) de Los Angeles). Finalement, les espoirs ont été dépassés avec une recette de 350 000 dollars.
B'z a terminé l'année 2011 sur une tournée japonaise en effectuant deux concerts caritatifs pour les victimes du tsunami.

### 2012
Le groupe a d'abord annoncé que le titre Into Free -Dangan-, version alternative en anglais de son single Samayoeru Aoï Dangan (1997), servirait de chanson titre au jeu vidéo Dragon's Dogma de Capcom sorti mondialement fin mai 2012. Cette chanson est devenue un single international en téléchargement légal via le site iTunes. Shane Gaalaas, le batteur canadien devenu quasi permanent, est mentionné dans l'écriture des paroles aux côtés d'Inaba.
Le 50e single du groupe prévu pour le 4 avril, Go for it, Baby -kioku no sanmyaku-, est l'occasion d'un nouveau partenariat avec Pepsi. Le clip est officiellement visible depuis le 23 mars. C'est la deuxième chanson de B'z dédiée au Japon après C'mon.
Le 20 juin, Tak Matsumoto retrouve Larry Carlton le temps d'un morceau, une reprise de Sukiyaki de Kyu Sakamoto, sur son nouvel album Strings of My Soul, sorte de compilation de ses précédents albums solos. On peut par ailleurs entendre sur cet album instrumental une unique chanson inédite qui n'est pas chantée par Inaba. L'album est prévu pour le 7 août aux États-Unis et devrait aussi sortir en Europe.
Le 4 juillet, le Sud-Coréen Kim Hyun Joong sort son premier single japonais, Heat. La particularité de ce titre tient au fait qu'il a été produit et écrit par Matsumoto et Inaba que l'on peut entendre tous deux sur le morceau.
Le 25 juillet, B'z distribue son tout premier album international dans 63 pays via le site iTunes. L'album, composé de 5 singles remixés et réécrits en anglais (Love Bomb / Aï no Bakudan ; Splash / Slash! ; Juice / juice ; Ultra Soul / ultra soul ; Into Free -Dangan- / Samayoeru aoï Dangan) s'intitule B'z.
Une quatrième tournée nord-américaine entre les États-Unis et le Canada est effectuée du 17 septembre au 7 octobre. C'est l'occasion pour B'z de se produire pour la première fois sur la côte est, et notamment à New York dans la salle du Buy Theater. Le tout dernier concert, à Los Angeles, est retransmis en direct via Ustream.

### 2013
En 2013, B'z a célébré ses 25 ans de carrière en grande pompe. Pour commencer, pas moins de trois DVD sont sortis consécutivement de janvier à mars : B'z Live-gym 2008 -Action-, B'z Live-gym 2006 -The Circle of rock- (dont la scène centrale rappelle celle utilisée plus tard par U2) et B'z Live-Gym 2001 -Eleven-. Ensuite, le groupe s'est produit dans tout le Japon tout au long de l'année jusqu'à la date du 21 septembre.
Tout comme en 2010, B'z n'a pas sorti de single mais a proposé en juin un double best-of réunissant les 50 singles depuis 1989, représentant au total 52 titres du fait des deux faces A : Mienaï Chikara -Inivisible one- / Motel (1996) et Ichibu to Zenbu / Dive (2009). Ces deux albums contiennent cependant quatre titres inédits : Q&A, Utopia, Heat et Kakushin.

### 2014
Matsumoto et Inaba ont repris leurs carrières solo durant cette année 2014, sortant chacun un album.
L'émission Culte! sur France 5 a présenté B'z dans son numéro du 18 septembre.

### 2015
B'z revient en janvier avec son 51e single, Uchôten. Le 4 mars, le duo sort son 19e album, Epic day, et lance sa tournée dénommée Epic night, une semaine plus tard, soit le 11 mars 2015.

## Le nom B'z
Le nom B'z demeure souvent pour les étrangers une source de mystère, tant dans la signification que dans la prononciation. De nombreuses hypothèses ont été émises quant au sens des lettres B et z, comme Beatles et Zeppelin, deux grandes références du groupe. En réalité, Tak Matsumoto et Kōshi Inaba ont eu l'occasion de s'expliquer lors d'interviews et c'est dans le concept du groupe que l'on trouve la réponse. En effet, Matsumoto, jeune guitariste déjà remarqué dans le milieu musical japonais, avait pour ambition de créer un groupe avec lequel il exprimerait toutes les musiques qu'il aime de A à Z. Son groupe s'appellerait donc A'z. Mais après courte réflexion, la prononciation serait trop proche de Aids (Sida en anglais) et ne serait pas très heureuse. Le A laissa donc la place au B et le groupe devint B'z, proche de Bise en français. Le A disparu, le concept n'en est pas moins resté, et depuis 1988 Matsumoto et Inaba ont produit et continuent de produire une musique variée, allant du rock au hard rock en passant par le jazz, avec des emprunts et des hommages aux artistes que les deux hommes apprécient.

## Discographie

### Albums
- B'z (21 septembre 1988)
- Off the lock (21 mai 1989)
- Break through (21 février 1990)
- Risky (27 novembre 1990)
- In the life (25 novembre 1991)
- Run (28 octobre 1992)
- The 7th Blues (2 mars 1994)
- Loose (22 novembre 1995)
- Survive (19 novembre 1997)
- Brotherhood (14 juillet 1999)
- Eleven (6 décembre 2000)
- Green (3 juillet 2002)
- Big machine (17 septembre 2003)
- The Circle (6 avril 2005)
- Monster (28 juin 2006)
- Action (5 décembre 2007)
- Magic (18 novembre 2009)
- C'mon (27 juillet 2011)
- Epic day (4 mars 2015)

### Album digital
- B'z (3 avril 2007 – sortie dans 18 pays – retiré des ventes à la sortie du second mini-album du même nom en 2012)
- B'z (25 juillet 2012 – sortie dans 63 pays)

### Mini-Albums
- Bad Communication (21 octobre 1989)
- Wicked Beat (21 juin 1990)
- Mars (29 mai 1991)
- Friends (9 décembre 1992)
- Friends II (25 novembre 1996)
- Devil[13] (2002)

### Compilations
- Flash Back－B'z Early Special Titles (26 avril 1997) (sortie non officielle)
- B'z The Best Pleasure  (20 mai 1998)
- B'z The Best Treasure  (20 septembre 1998) (chansons sélectionnées par le public)
- B'z The Mixture  (30 février[Quoi ?] 2000) (compilation de faces B + nouvelles versions)
- The Ballads ～Love & B'z～ (11 décembre 2002)
- B'z The Best Pleasure II (30 novembre 2005)
- B'z The Best Ultra Pleasure  (18 juin 2008)
- B'z The Best Ultra Treasure  (17 septembre 2008) (chansons sélectionnées par le public)
- B'z The Best XXV 1988-1998 (12 juin 2013)
- B'z The Best XXV 1999-2012 (idem)

### Singles
- Dakara Sono Te wo Hanashite (21 septembre 1988)
- Kimi no Naka de Odoritai (21 mai 1989)
- Lady-Go-Round (21 février 1990)
- Be There (25 mai 1990)
- Taiyo no Komachi Angel (13 juin 1990)
- Easy Come, Easy Go! (3 octobre 1990)
- Itoshi Hito yo Good Night... (24 octobre 1990)
- Lady Navigation (27 mars 1991)
- Alone (30 octobre 1991)
- Blowin'  (27 mai 1992)
- Zero (7 octobre 1992)
- Ai no Mama ni, Wagamama ni Boku ha Kimidake wo Kizu tsukenai (17 mars 1993)
- Hadashi no Megami (2 juin 1993)
- Don't Leave Me (9 février 1994)
- Motel (21 novembre 1994)
- Negai (31 mai 1995)
- love me, I love you (7 juillet 1995)
- Love Phantom (11 octobre 1995)
- Mienai Chikara -Invisible one- (6 mars 1996)
- Real Thing Shakes (5 mai 1996)
- Fireball (5 mars 1997)
- Calling (9 juillet 1997)
- Liar! Liar! (8 octobre 1997)
- Samayoeru Aoi Dangan (8 avril 1998)
- Home (8 juillet 1998)
- Girigiri chop (9 juin 1999)
- Konya Tsuki no Mieru Oka ni (9 février 2000)
- May (24 mai 2000)
- juice (12 juillet 2000)
- Ring (14 octobre 2000)
- ultra soul (14 mars 2001)
- Gold (8 août 2001)
- Atsuki Kodo no Hate' (5 juin 2002)
- It's showtime (25 mars 2003)
- Yasei no Energy (16 juillet 2003)
- Banzai (5 mai 2004)
- Arigato (1er septembre 2004)
- Ai no Bakudan (9 mars 2005)
- Ocean (10 août 2005)
- Shoudou (25 janvier 2006)
- Yuruginai mono hitotsu' (12 avril 2006)
- Splash! (7 juin 2006)
- Eien No Tsubasa (9 mai 2007)
- Super love song (3 octobre 2007)
- Burn ~Fumetsu No Face~ (16 avril 2008)
- Ichibu to Zenbu / Dive (5 août 2009)
- My Lonely town (14 octobre 2009)
- Kizu darakeno Hibiyo (initialement : 30 mars 2011 – report : 13 avril 2011)
- Don't Wanna Lie (1er juin 2011)
- Into Free -Dangan- (4 avril 2012)
- Go for it, Baby -kioku no sanmyaku- (4 avril 2012)
- Uchôten (14 janvier 2015)
- Red (10 juin 2015)

### Vidéos
- Film Risky (formats : VHS, LD, 16 décembre 1990)
- Just Another Life (formats : VHS, LD, 11 décembre 1991)
- Live Ripper (formats : VHS, LD : 9 décembre 1993), DVD : 14 mars 2001)
- Buzz!! The Movie (formats : VHS : 1er janvier 1996, DVD : 14 mars 2001)
- The true meaning of Brotherhood? (formats : VHS : 8 décembre 1999, DVD : 14 mars 2001)
- Once Upon A Time In Yokohama (formats : VHS, DVD, 2 août 2000)
- A Beautiful Reel (formats : VHS, DVD, 27 novembre 2002)
- Typhoon no 15 (formats : VHS, DVD, 25 février 2003)
- Monster's Garage (format : DVD, 26 décembre 2006)
- Live In Namba (format : DVD, 20 février 2008)(Blu-ray, 22 décembre 2010)
- B'z The Best Ultra Pleasure (version CD + DVD, 18 juin 2008)
- B'z The Best Ultra Treasure (version CD + DVD, 17 septembre 2008)
- Hidden Pleasure -Typhoon no 20- (format : DVD, 10 décembre 2008)
- B'z Live-Gym Pleasure 2008 Glory days (formats DVD, 25 février 2009) (Blu-ray, 22 décembre 2010)
- 'B'z Live-Gym 2010 Ain't No Magic at Tokyo Dome (formats : DVD + Blu-ray, 28 juillet 2010)